# Bibio marci
Pour les articles homonymes, voir Bibio et Marci.
Mouche de la Saint Marc, Bibion
Espèce
Bibio marci, le bibion ou la mouche de la Saint Marc est une espèce d'insectes de l'ordre des diptères, de la famille des Bibionidae. L'ordre des diptères regroupe, entre autres, des espèces principalement désignées par les noms vernaculaires de mouches, moustiques, taons.

## Étymologie
Bibio marci apparaît souvent vers la Saint Marc, le 25 avril, ce qui lui a valu son nom vernaculaire de « Mouche de la Saint Marc ».

## Description
Insecte de couleur noire, velu. Les antennes sont courtes et robustes, insérées sous les yeux. Les yeux sont nettement séparés chez la femelle, contigus et sensiblement plus gros chez le mâle. L'extrémité du tibia antérieur porte un éperon en forme de bec.
Les longues pattes pendantes sont bien visibles quand les bibions volent lentement au-dessus de la végétation basse.

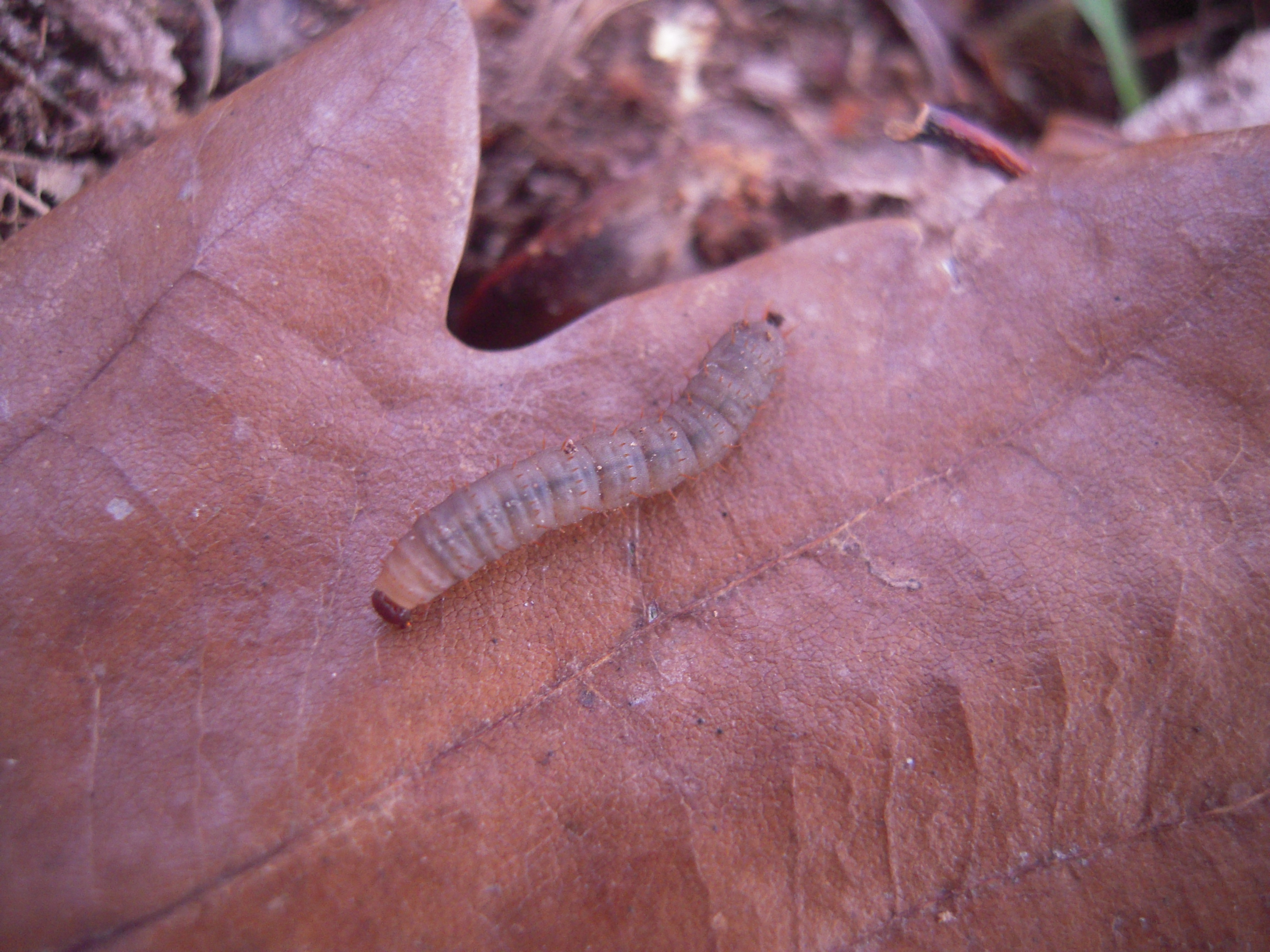
Larve

## Biologie
Les larves, souvent en amas, vivent dans les sols riches en matières végétales mortes et dans la végétation pourrissante de la litière forestière. L'éclosion a lieu de mi-avril à mi-mai. Habitats: prés, clairières, jardins.

## Un insecte connu des moucheurs
C'est un insecte connu des moucheurs. Il est très présent sur les bords des rivières bien que ce ne soit pas un insecte aquatique. En effet, la larve est inféodée aux litières forestières humides, donc souvent proches des cours d'eau. L'apparition des stades adultes provoque une frénésie alimentaire chez la truite rendant difficile toute tentative d'utilisation d'une autre " imitation ".

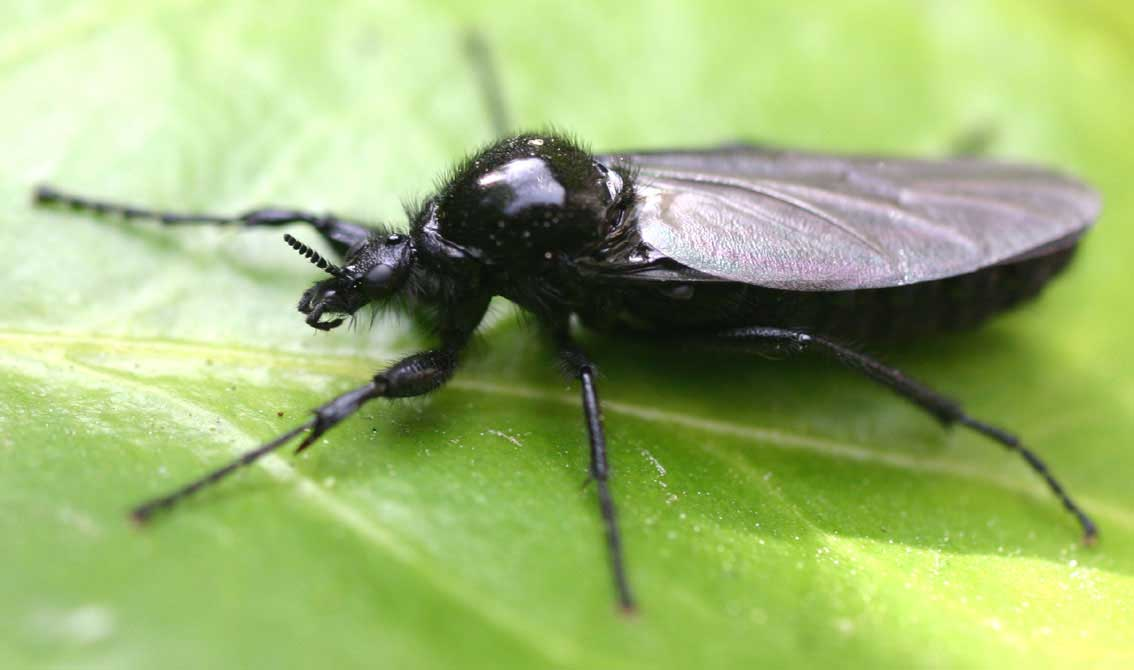
Bibio marci, femelle